# Лексингтън
Вижте пояснителната страница за други значения на Лексингтън.
Лексингтън (на английски: Lexington) е град в Кентъки, Съединени американски щати, административен център на окръг Файет.
Градът е известен с пистите за конни надбягвания и че в него се намират Трансилванският университет и Университета на Кентъки.
С население от 321 959 души (по приблизителна оценка от 2017 г.), Лексингтън е вторият по големина град в щата след Луисвил.

## Личности
Родени в Лексингтън
- Анджелина Валънтайн (р. 1986), порнографска актриса
- Джим Варни (1949 – 2000), актьор
- Тайсън Гей (р. 1982), лекоатлет
- Джордж Клуни (р. 1961), актьор
- Брайън Литрел (р. 1975), певец
- Мелиса Макбрайд (р. 1965), актриса
- Томас Морган (1866 – 1945), биолог
- Майкъл Шанън (р. 1974), актьор
- Кевин Ричардсън (р. 1972), певец от Backstreet Boys

Починали в Лексингтън
- Джесика Мадисън (1984 – 2006), актриса
- Ралф Фуди (1928 – 1999), актьор
- Ервин Щраус (1891 – 1975), германски невролог и психолог

## Побратимени градове
- Валенсия, Испания